# 全仏オープン (車いすテニス)
全仏オープン（フランス語: Roland-Garros）は2007年からフランス、パリで6月に開催されている車いすテニスの国際大会。国際テニス連盟公認のNEC車いすテニスツアーに含まれるトーナメントで、2009年よりグランドスラムに格付けされている。テニスの全仏オープンの車いすテニス部門としてスタッド・ローラン・ギャロスで開催されるため、ローラン・ギャロスとも呼ぶ。

## 歴史
2004年よりテニスの全仏オープンにおいて車いすテニスのエキシビションマッチが始まり、エステル・フェルヘールをはじめ、ミカエル・ジェレミアスとフロランス・グラヴェイエ、2004年と2005年はデビッド・ホール、2006年はロナルド・フィンクが出場、シングルスとダブルスの試合が行われた。一般テニスの選手とのエキシビションも実施、2005年にはガエル・モンフィスとポール＝アンリ・マチュー、2006年にはマンスール・バーラミとアンドレイ・パベルがそれぞれ参加した。
2007年、全仏オープンに車いすテニスの部が創設された。これによって全豪オープン、ウィンブルドン選手権、全米オープンに続いて、テニスの4大大会すべてにおいて車いすテニスの競技が正式に行われることになった。

## 大会歴代優勝者

### 男子シングルス
- 2007 - 国枝慎吾（日本）
- 2008 - 国枝慎吾（日本）
- 2009 - 国枝慎吾（日本）
- 2010 - 国枝慎吾（日本）
- 2011 - マイケル・シェファース（オランダ）
- 2012 - ステファン・ウデ（フランス）
- 2013 - ステファン・ウデ（フランス）
- 2014 - 国枝慎吾（日本）
- 2015 - 国枝慎吾（日本）
- 2016 - グスタボ・フェルナンデス（アルゼンチン）
- 2017 - アルフィー・ヒューエット（イギリス）
- 2018 - 国枝慎吾（日本）
- 2019 - グスタボ・フェルナンデス（アルゼンチン）
- 2022 - 国枝慎吾（日本）
- 2023 - 小田凱人（日本）
- 2024 - 小田凱人（日本）
- 2025 - 小田凱人（日本）

### 女子シングルス
- 2007 - エステル・フェルヘール（オランダ）
- 2008 - エステル・フェルヘール（オランダ）
- 2009 - エステル・フェルヘール（オランダ）
- 2010 - エステル・フェルヘール（オランダ）
- 2011 - エステル・フェルヘール（オランダ）
- 2012 - エステル・フェルヘール（オランダ）
- 2013 - ザビーネ・エレルブロック（ドイツ）
- 2014 - 上地結衣（日本）
- 2015 - J・グリフィオエン（オランダ）
- 2016 - マーホレン・ブイス（オランダ）
- 2017 - 上地結衣（日本）
- 2018 - 上地結衣（日本）
- 2019 - ディーデ・デ・グロート（オランダ）
- 2020 - 上地結衣（日本）

### クァードシングルス
- 2019 - ディラン・オルコット（オーストラリア）

### 男子ダブルス
- 2007 - ステファン・ウデ（フランス）＆ミカエル・ジェレミアス（フランス）
- 2008 - 国枝慎吾（日本）＆マイケル・シェファース（オランダ）
- 2009 - ステファン・ウデ（フランス）＆ミカエル・ジェレミアス（フランス）
- 2010 - ステファン・ウデ（フランス）＆国枝慎吾（日本）
- 2011 - 国枝慎吾（日本）＆ニコラ・ペフェール（フランス）
- 2012 - フレデリック・ カタネオ（フランス）＆国枝慎吾（日本）
- 2013 - ステファン・ウデ（フランス）＆国枝慎吾（日本）
- 2014 - ヨアキム・ジェラルド（ベルギー）＆ステファン・ウデ（フランス）
- 2015 - 国枝慎吾（日本）＆ゴードン・リード（イギリス）
- 2016 - 国枝慎吾（日本）& ゴードン・リード（イギリス）
- 2017 - ステファン・ウデ（フランス）＆ニコラ・ペイファー（フランス）
- 2018 - ステファン・ウデ（フランス）＆ニコラ・ペイファー（フランス）
- 2019 - 国枝慎吾（日本）& グスタボ・フェルナンデス（アルゼンチン）

### 女子ダブルス
- 2007 - マーイケ・スミット（オランダ）＆エステル・フェルヘール（オランダ）
- 2008 - イスケ・フリフィウン（オランダ）＆エステル・フェルヘール（オランダ）
- 2009 - コリー・ホーマン（オランダ）＆エステル・フェルヘール（オランダ）
- 2010 - エステル・フェルヘール（オランダ）＆シャロン・ワラベン（オランダ）
- 2011 - エステル・フェルヘール（オランダ）＆シャロン・ワラベン（オランダ）
- 2012 - マーホレン・ブイス（オランダ）＆エステル・フェルヘール（オランダ）
- 2013 - イスケ・フリフィウン（オランダ）＆アニーク・ファン・クート（オランダ）
- 2014 - 上地結衣（日本）＆ジョーダン・ホワイリー（イギリス）
- 2015 - イスケ・フリフィウン（オランダ）＆アニーク・ファン・クート（オランダ）
- 2016 - 上地結衣（日本）＆ジョーダン・ホワイリー（イギリス）
- 2017 - 上地結衣（日本）＆マーホレン・ブイス（オランダ）
- 2018 - ディーダ・デ グロート（オランダ）＆アニーク・ファンクォト（オランダ）
- 2019 - ディーダ・デ グロート（オランダ）＆アニーク・ファンクォト（オランダ）
- 2023 - 上地結衣（日本）＆クオザード・モンジェーヌ（南アフリカ）

### クァードダブルス
- 2019 - ディラン・オルコット（オーストラリア）＆デビッド・ワグナー（アメリカ）

## 註
1. ↑  日本では一般に「全仏オープン」と呼ぶ場合、「フレンチ・オープン（French Open）」の英語名称で知られるローラン・ギャロスを指すが、フランスには1986年に始まったフレンチ・オープン（英語: French Open）という別の車いすテニスの国際大会もある。こちらはITF1に格付けされる競技会で、メインスポンサーはローラン・ギャロス同様、BNPパリバ社。大会の正式名称は「ハンディスポーツ・フレンチオープン（Handisport French Open）」から2004年に「BNPパリバ・フレンチ・オープン（BNP Paribas French Open）」と改称しているcf. BNP Paribas. “Wheelchair Tennis - BNP Paribas French Open”. 2008年9月6日閲覧。
2. ↑  ITF Wheelchair Tennis (2004年6月4日). “Exhibition at Roland Garros”. 2008年9月6日閲覧。
3. ↑  ITF Wheelchair Tennis (2005年6月2日). “Wheelchair Exhibitions at Roland Garros”. 2008年9月6日閲覧。
4. ↑  ITF Wheelchair Tennis (2006年6月10日). “Wheelchair Exhibitions at Roland Garros”. 2008年9月6日閲覧。
5. ↑  ITF Wheelchair Tennis (2007年2月13日). “Prize Money announced for Roland Garros”. 2008年9月6日閲覧。